# Sonia Delaunay
Sonia Delaunay (14. november 1885, Hradyzk, Poltava provinsen (nu Ukraine), Det russiske kejserdømme – 5. december 1979, Paris) var en Russisk-jødisk-fransk kunstner som sammen med sin mand, Robert Delaunay og andre, var med til at grundlægge den såkaldte Orphisme bevægelse, en art kubisme med stærke farver. Hun kaldes også for den abstrakte kunsts moder. Hendes arbejde omfattede både maleri, tekstildesign og scenografi. Hun var den første levende kvindelige kunstner, der fik en retrospektiv udstilling på Louvre in 1964, og i 1975 blev hun ridder af Æreslegionen. Endnu en retrospektiv udstilling fandt sted på Tate Modern i London i 2015.
Hendes arbejde med moderne design inkluderede geometrisk abstraktion og integration af møbler, stoffer, tapeter og beklædning.

## Barn- og ungdom (1885-1904)
Sarah Ilinitchna Stern blev formentlig født den 14. november 1885 i Gradizhsk, dengang i det Russiske Kejserrige, i dag i Poltava Oblast i Ukraine. Hendes far var formand på en sømfabrik. I en tidlig alder flyttede hun til St. Petersburg, hvor hun kom i pleje hos sin morbror, Henri Terk. Henri, en succesrig og velhavende jødisk advokat, og hans hustru Anna ønskede at adoptere hende, men moderen ville ikke tillade det. Men til sidst, i 1890, blev hun adopteret af Terk-parret. Hun tog navnet Sonia Terk og fik en priviligeret opvækst hos Terk-parret, som tilbragte deres sommerferier i Finland og rejste meget i Europa, hvor de tog Sonia med på mange kunstgallerier og museer. Da hun blev 16 kom hun på en meget velanset skole i St. Peterborg, hvor hendes tegnetalent blev bemærket af en lærer. Da hun blev 18, blev hun på lærerens anbefaling sendt på en kunstskole i Tyskland, hvor hun kom på Kunstakademiet i Karlsruhe. Hun studerede i Tyskland indtil 1905, hvor hun besluttede at flytte til Paris.

## Paris (1905-1910)
Da hun ankom til Paris, indskrev hun sig på Académie de la Palette i Montparnasse. Men da hun ikke brød sig om den strenge undervisningsform, tilbragte hun mere tid på parisiske gallerier end på akademiet. Hendes egne værker i denne periode var meget påvirkede af post-impressionistisk kunst af Van Gogh, Gauguin og Henri Rousseau og fauvisterne Henri Matisse og Derain. I sine første år i Paris mødte hun den tyske galleriejer Wilhelm Uhde, som hun giftede sig med i 1908. Der vides kun lidt om deres liv sammen, men det formodes, at de giftede sig af bekvemmelighedsårsager, så hun kunne leve op til forældrenes krav om en respektabel tilværelse, mens han kunne bruge hende som dække for sin homoseksualitet. Gennem ægteskabet med Uhde fik Sonia adgang til kunstverdenen.
Comtesse de Rose, mor til Robert Delaunay, kom ofte på Uhdes galleri, nogle gange i selskab med sin søn. Sonia traf Robert Delaunay først i 1909. De blev et par i april samme år, og det blev besluttet, at hun og Uhde skulle lade sig skille. Skilsmissen var endelig i august 1910. Sonia var gravid, og hun og Robert giftede sig den 15. november, 1910. Deres søn Charles blev født den 18. januar 1911. De fik økonomisk støtte fra Sonias tante i Skt. Petersborg.
Sonia sagde om Robert: "I Robert Delaunay har jeg fundet en digter. En digter der skriver med farver i stedet for med ord".

## Orphisme (1911-1913)
I 1911 udførte Sonia Delaunay en patchwork quilt til Charles' vugge, der nu findes i Musée National d'Art Moderne's samling i Paris. Quilten blev udført spontant og bruger geometri og farver.

"I 1911 fik jeg den idé at skabe et tæppe til min søn, fremstillet af små stoflapper, som jeg havde set hjemme hos russiske bønder. Da det var færdigt, forekom arrangementet af stoflapperne mig kubistisk, og vi begyndte derefter at bruge samme fremgangsmåde på andre objekter og malerier." Sonia Delaunay

Samtidige kunstkritikere betragter dette som øjeblikket, hvor hun vendte sig væk fra perspektiv og realisme i sin kunst. Omtrent på samme tid, kunne man studere kubistiske værker på udstillinger i Paris, og Robert havde studeret Michel Eugène Chevreuls farveteorier; de kaldte deres eksperimenter med farve i kunst og design for simultanéisme. Simultant design finder sted, når ét design, når det placeres ved siden af et andet, påvirker dem begge; dette svarer til farveteorien (Pointillisme, som det ses hos fx Georges Seurat), hvor prikker i primærfarver ved siden af hinanden, bliver "blandet" af øjet og påvirker hinanden. Sonias første større maleri i denn stil var Bal Bullier (1912–13), et maleri, der er kendt for sin brug af farve og bevægelse.
Delaunay-parrets ven, digteren og kunstkritikeren Guillaume Apollinaire, opfandt begrebet Orphisme til at beskrive Dalaunayernes version af kubisme i 1913. Det var gennem Apollinaire, at Sonia i 1912 traf digteren Blaise Cendrars, som blev hendes ven og samarbejdspartner. Sonia beskrev i et interview, hvordan opdagelsen af Cendrars "gav mig et skub, et chok.” Hun illustrerede Cendrars digt La prose du Transsibérien et de la Petite Jehanne de France (Transsibirisk prosa og Om Lille Jehanne af Frankrig) om en rejse med Den transsibiriske jernbane, ved at skabe en to meter lang harmonika-foldet bog. Ved at bruge simultane designprincipper forenede bogen tekst og design. Bogen, der udelukkende solgtes til abonnenter, skabte et vist røre blandt parisiske kunstkritikere. Den simultane bog blev senere vist på Efterårssalonen i Berlin i 1913 sammen med malerier og andre værker, såsom kjoler, og det blev sagt at Paul Klee var så imponeret af hendes brug af kvadrater i indbindingen af Cendrars' digt, at disse blev en tilbagevendende faktor i hans eget arbejde.

## Årene i Spanien og Portugal (1914-1920)
Delaunay-parret rejste til Spanien i 1914, hvor de boede hos venner i Madrid. Ved udbruddet af 1. verdenskrig i 1914 opholdt Sonia og Robert sig i Fontarabie, mens deres søn stadig var i Madrid. De besluttede ikke at vende tilbage til Frankrig. I august 1915 flyttede de til Portugal, hvor de levede sammen med Samuel Halpert og Eduardo Viana. Med Viana og vennen Amadeo de Souza-Cardoso, som de allerede havde truffet i Paris, og med José de Almada Negreiros diskuterede de et kunstnerisk partnerskab. I Portugal malede hun Marché au Minho (Markedet i Minho, 1916), om hvilket hun senere udtalte, at "det var inspireret af landets skønhed". Sonia havde en soloudstilling i Stockholm i 1916.
Den Russiske Revolution betød afslutningen på den økonomiske støtte, Sonia havde modtaget fra familien i Rusland, og nye indtægtskilder var nødvendige. I 1917 mødte Delaunay-parret Sergei Diaghilev i Madrid. Sonia designede kostumer til hans opsætning af Cleopatra (scenografi af Robert Delaunay) og til en opførelse af Aida i Barcelona. I Madrid dekorerede hun en natklub og grundlagde Casa Sonia, hvor hun solgte sine interiør- og tøjdesigns. Hun var hovednavn på en Salon i Madrid.
Sonia Delaunay rejste to gange til Paris i 1920 for at finde en indgang til modebranchen, og i august skrev hun til Paul Poiret og beskrev, hvordan hun ville udvide sin forretning og bruge nogle af hans designs. Poiret afviste det med påstanden om, at hun havde kopieret nogle af hans designs fra hans Ateliers de Martine og var gift med en fransk desertør (Robert). Galerie der Sturm i Berlin viste samme år værker af Sonia og Robert fra deres portugisiske periode.

## Tilbage til Paris (1921-1944)
I 1921 vendte Sonia, Robert og sønnen Charles permanent tilbage til Paris, hvor de bosatte sig på Boulevard Malesherbes 19. Delaunay-parrets mest akutte økonomiske problemer blev løst, da de solgte Henri Rousseaus La Charmeuse de serpents til Jacques Doucet. Sonia Delaunay skabte tøj til private kunder og venner, og i 1923 udførte hun på kommission fra en producent i Lyon halvtreds stofdesigns med geometriske former og stærke farver. Kort tid senere startede hun sin egen forretning og simultané blev hendes varemærke.
I 1923 designede hun scenografien og kostumerne til Tristan Tzaras skuespil Le Cœur à Gaz. I 1924 åbnede hun modesalon sammen med Jacques Heim. Blandt hendes kunder var Gloria Swanson.
Sammen med Heim havde hun en pavilion ved 1925 Exposition Internationale des Arts Décoratifs et Industriels Modernes, kaldet boutique simultané. Sonia Delaunay holdt en forelæsning på Sorbonne om maleriets indflydelse på moden.

Sonia havde en del forskellige designopgaver både til teatret og i andre sammenhænge. Depressionen betød, at der blev mindre af den slags arbejde, og hun begyndte igen at koncentrere sig om maleriet. Hun sagde, at "depressionen satte hende fri fra forretning". I 1935 flyttede Delaunay-parret til rue Saint-Simon 16.

## 1945-1979
I 1975 blev Sonia udnævnt til ridder af Æreslegionen. Fra 1976 udviklede hun en serie tekstiler, service og smykker for det franske firma Artcurial, inspireret af hendes arbejder fra 1920'erne. Hendes selvbiografi, Nous irons jusqu'au soleil (Vi går helt til solen) blev udgivet i 1978.
Sonia Delaunay døde den 5. december 1979 i Paris, 94 år gammel. Hun blev begravet i Gambais, ved siden af Robert.